# Адольфо Вільдт
Адольфо Вільдт (італ. Adolfo Wildt; 1 березня 1868, Мілан — 12 травня 1931, там же) — італійський скульптор і художник. Його творчість мала значний вплив на розвиток сучасного пластичного мистецтва.

## Життя і творчість
Народився в бідній сім'ї, найстарший зі шести дітей. Батьки походили зі Швейцарії; батько прислужував у міланській ратуші. У дев'ятирічному віці змушений був залишити школу, щоб заробляти для сім'ї. Адольфо стає учнем перукаря, а згодом золотих справ майстера. 
У 11-річному віці він працює в майстерні у скульптора Джузеппе Гранді, де вчиться обробляти мармур. У 1888 році Адольфо вже у скульптора Федеріко Вілла, який знайомить юнака з відомими майстрами Ломбардії. Одночасно він здобуває професійну освіту, спершу у Вищій школі мистецтв Мілана (Scuola Superiore d'Arte Applicata), а потім і в Академії ді Брера. У 1892 році створює свій перший значний твір з мармуру, жіночу голову «La Vedova».  
Починаючи з 1894 року скульптор працює над замовленнями німецького колекціонера творів мистецтва Франка Розе, який уклав з ним договір терміном на 15 років. За річний внесок в 4 тисячі лір Вільдт зобов'язався висилати Розе кожен перший екземпляр зі своїх нових творів. Ця постійна фінансова підтримка дозволила Вільдту брати участь у виставках в Мілані, Берліні, Дрездені, Мюнхені та Цюриху. Знову ж таки за посередництвом Розе скульптор знайомиться з мистецтвом стилю модерн, з берлінським і віденським сецесіоном, що суттєво вплинуло на його творчість. Зразками для майстра були також роботи Огюста Родена і Адольфа фон Гільдебранда. 
Після смерті Розе в 1912 року А. Вільдт отримує повну свободу діяльності. У 1913 році він створює макет фонтану La trilogia для виставки на мюнхенському Сецесіоні, і нагороджується за нього премією короля Умберто II (тоді — принца Умберто, Premio Principe Umberto). Ця композиція потім була придбана Міланом і виставлена у дворі так званого «Гуманітарного суспільства» (Società Umanitaria).
У 1919 році проходить персональна виставка Вільдта в міланській галереї Пезаро; в 1921, 1924 і 1926 роках він бере участь у венеціанських бієнале. У 1921 майстер відкриває свою школу скульптури з мармуру — Scuola del Marmo, пізніше з'єднану з Академією ді Брера. Серед його найвідоміших учнів слід назвати Луїджі Фонтану, Фаусто Мелотті і Луїджі Броггіні.
На Всесвітній виставці в Парижі (1925) Адольфо Вільдт був удостоєний найвищої нагороди — Гран Прі з класу скульптури.
У 1929 році скульптор був прийнятий Муссоліні в члени Італійської Академії (Accademia d'Italia). Був членом фашистської партії. Бюст Муссоліні роботи Вільдта був встановлений в штаб-квартирі цієї партії в Мілані (Casa del Fascio) і знищений під час боїв на початку 1945 року. В кінці 1920-х років низку своїх робіт скульптор присвятив фашистському руху в Італії.
Роботи, створені Вільдтом наприкінці XIX століття, відповідають канонам символізму і стилю модерн. Майже готичні форми його постатей і філігранна обробка мармурових поверхонь створюють враження у глядача особливої чистоти і пластичності його творів. В цьому плані його творіння наближається до експресіонізму, що особливо помітно в «Автопортреті» майстра від 1908 року.

## Твори
- L'Arte del marmo. Mailand 1921

## Галерея

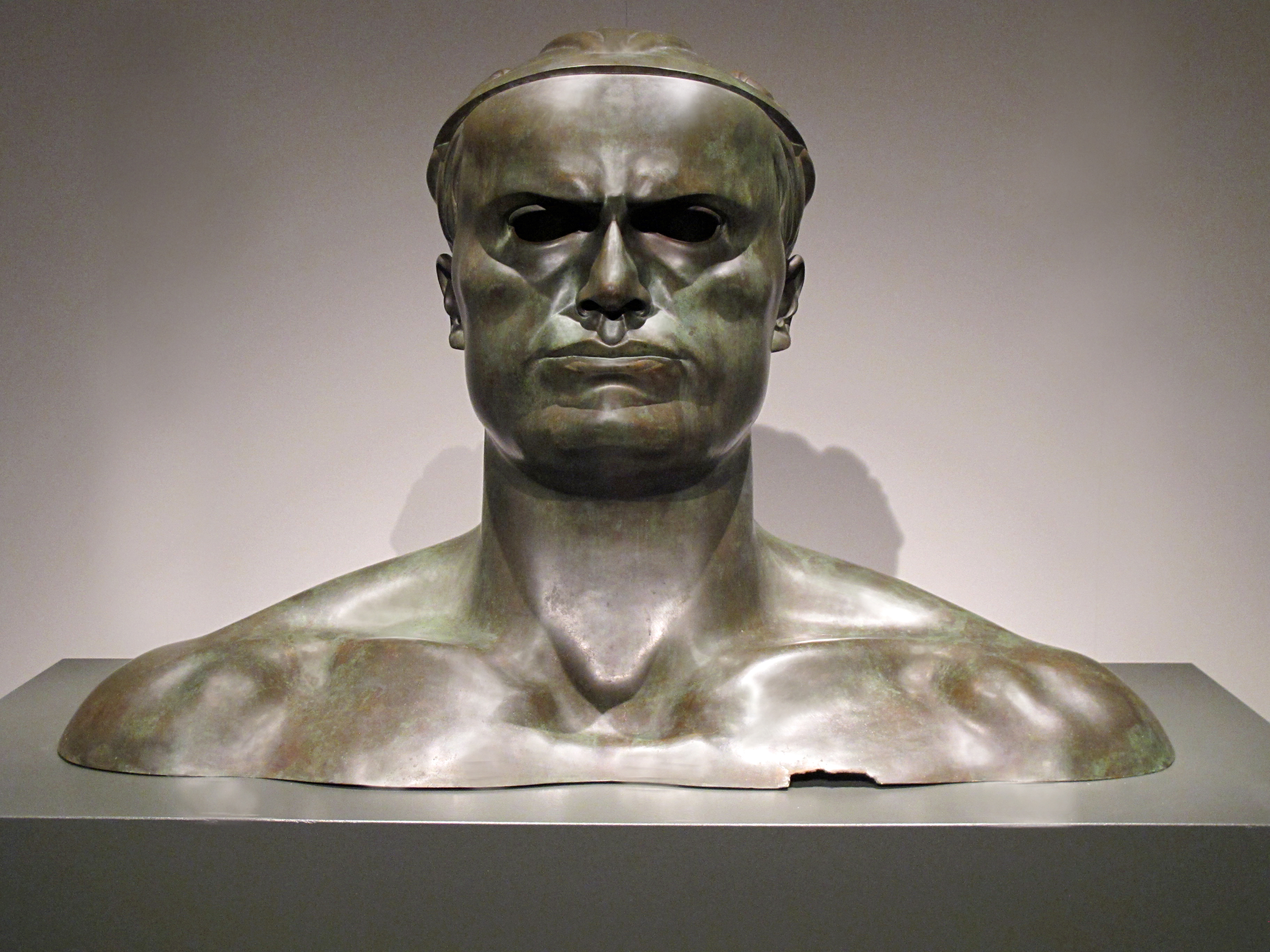
Бюст Муссоліні
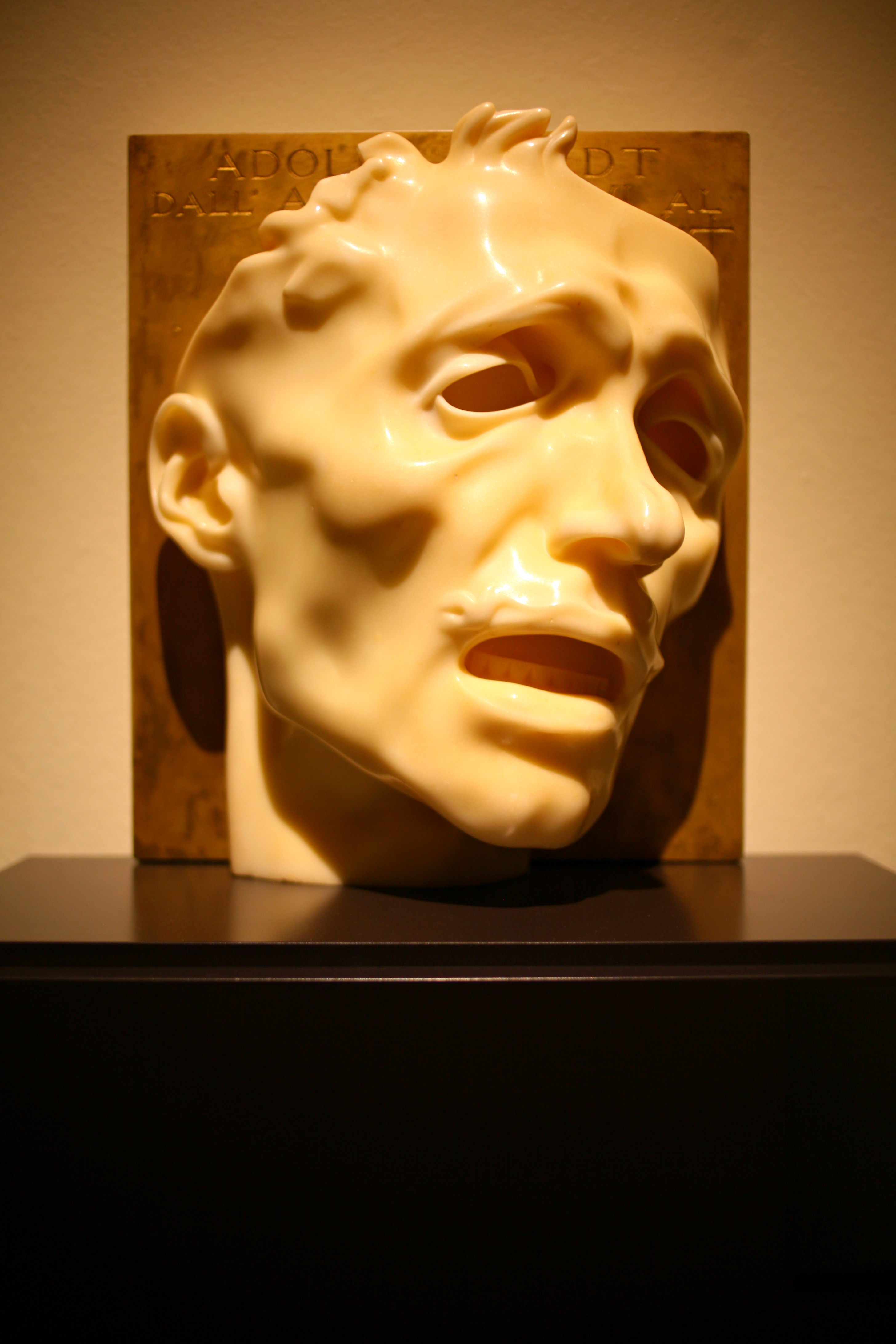
Автопортрет (1909)
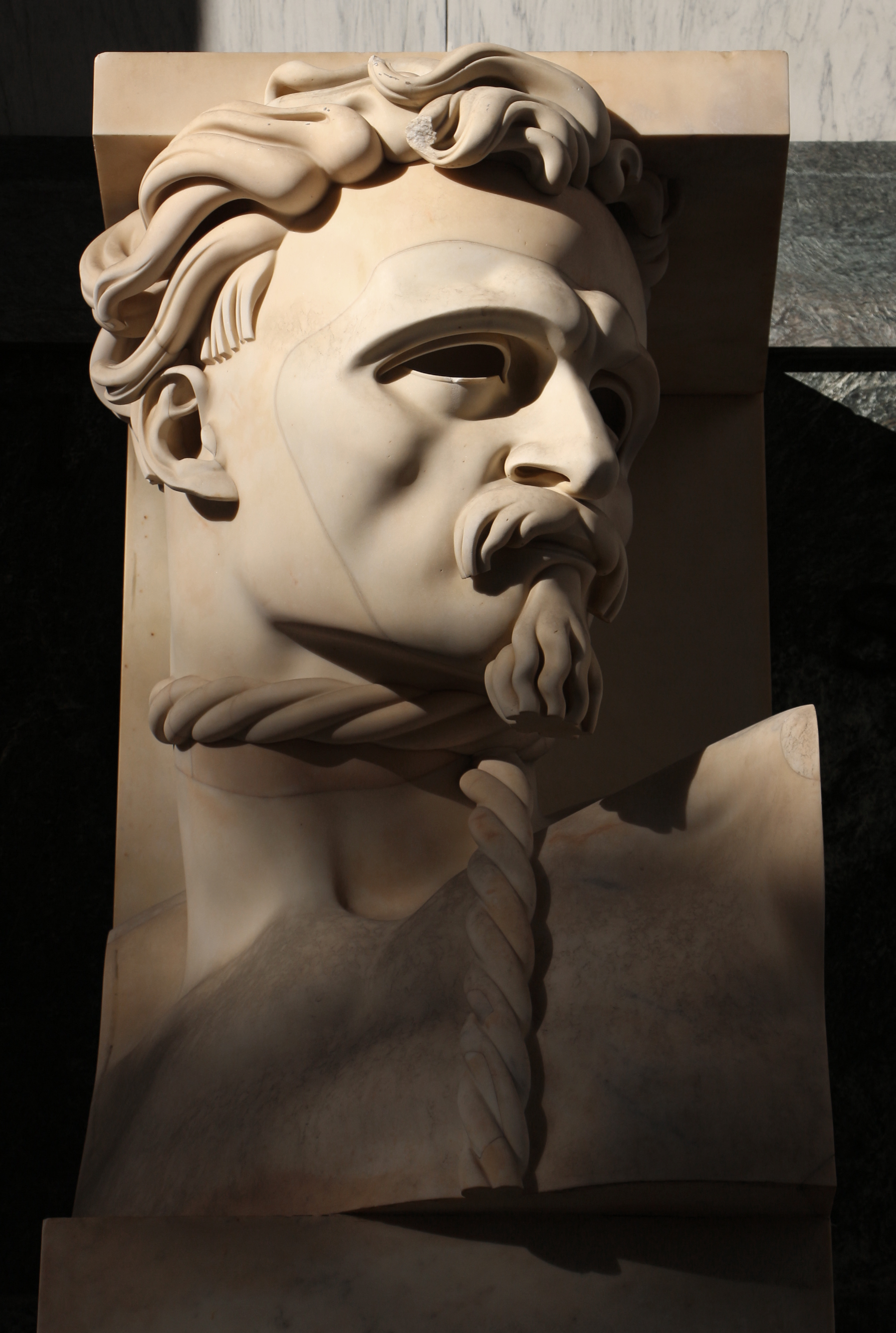
Бюст Чезаре Баттісті на військовому пам'ятнику полеглим в Больцано (1927)
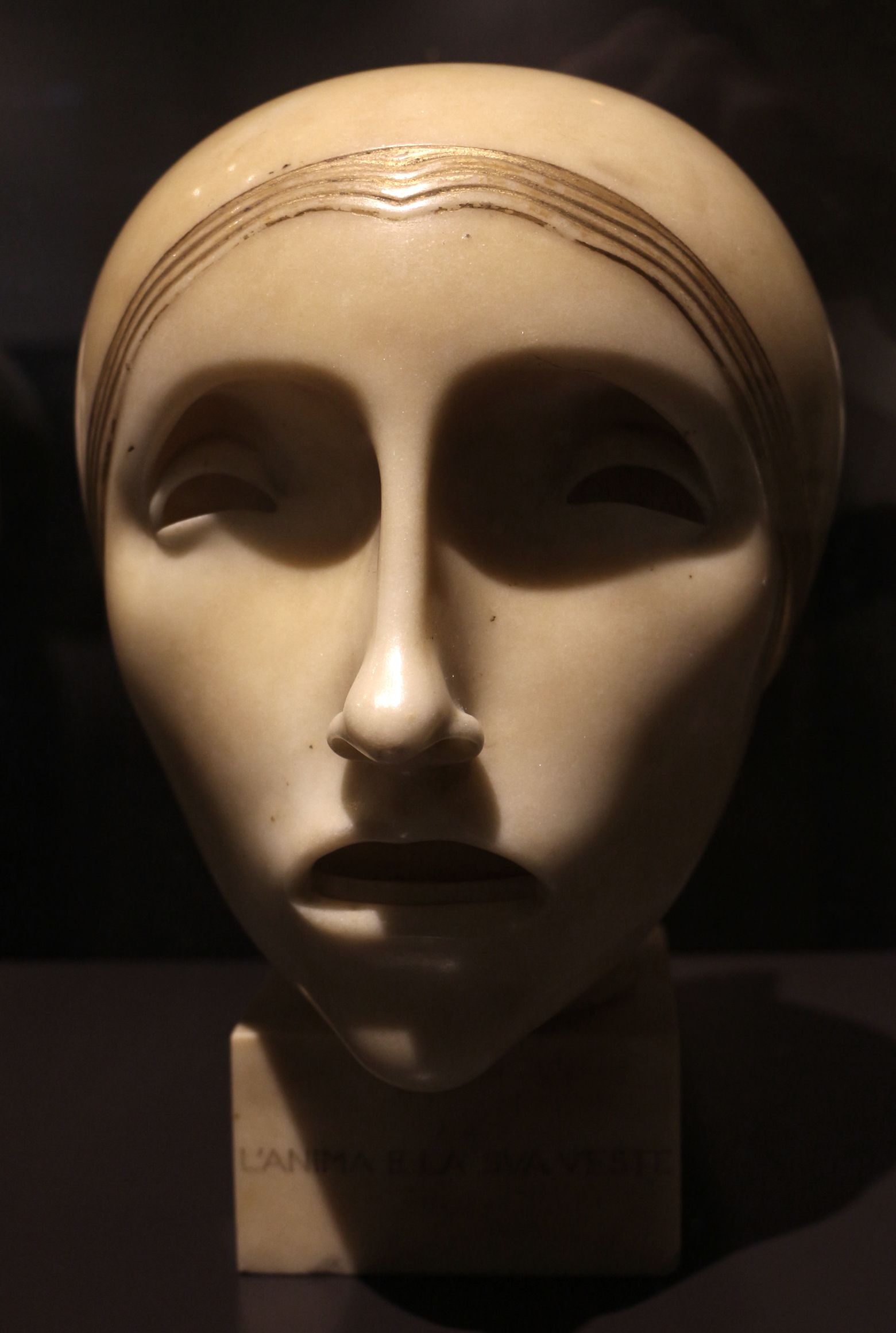
Душа (1916)
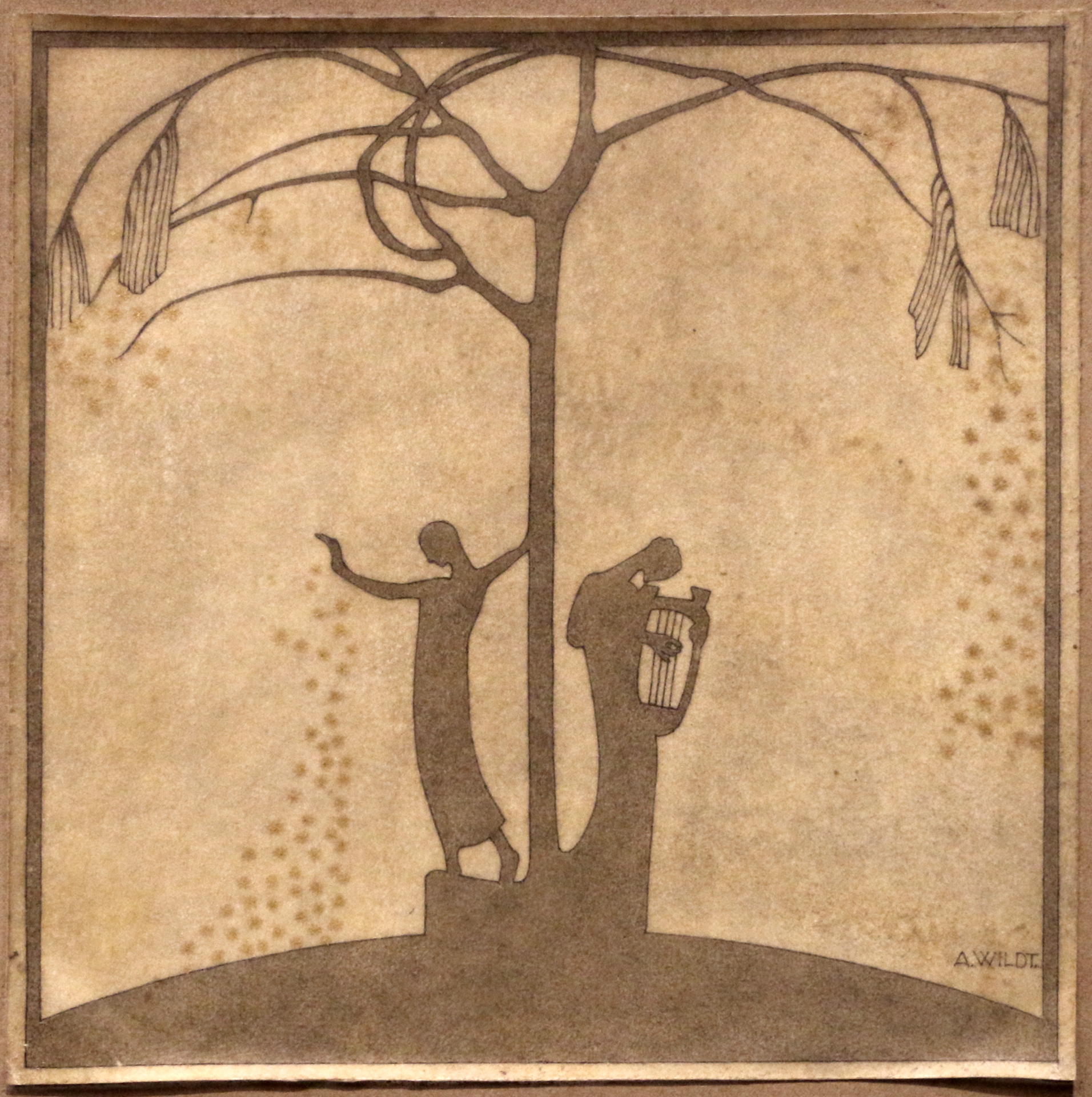
Музика та поезія (1920)
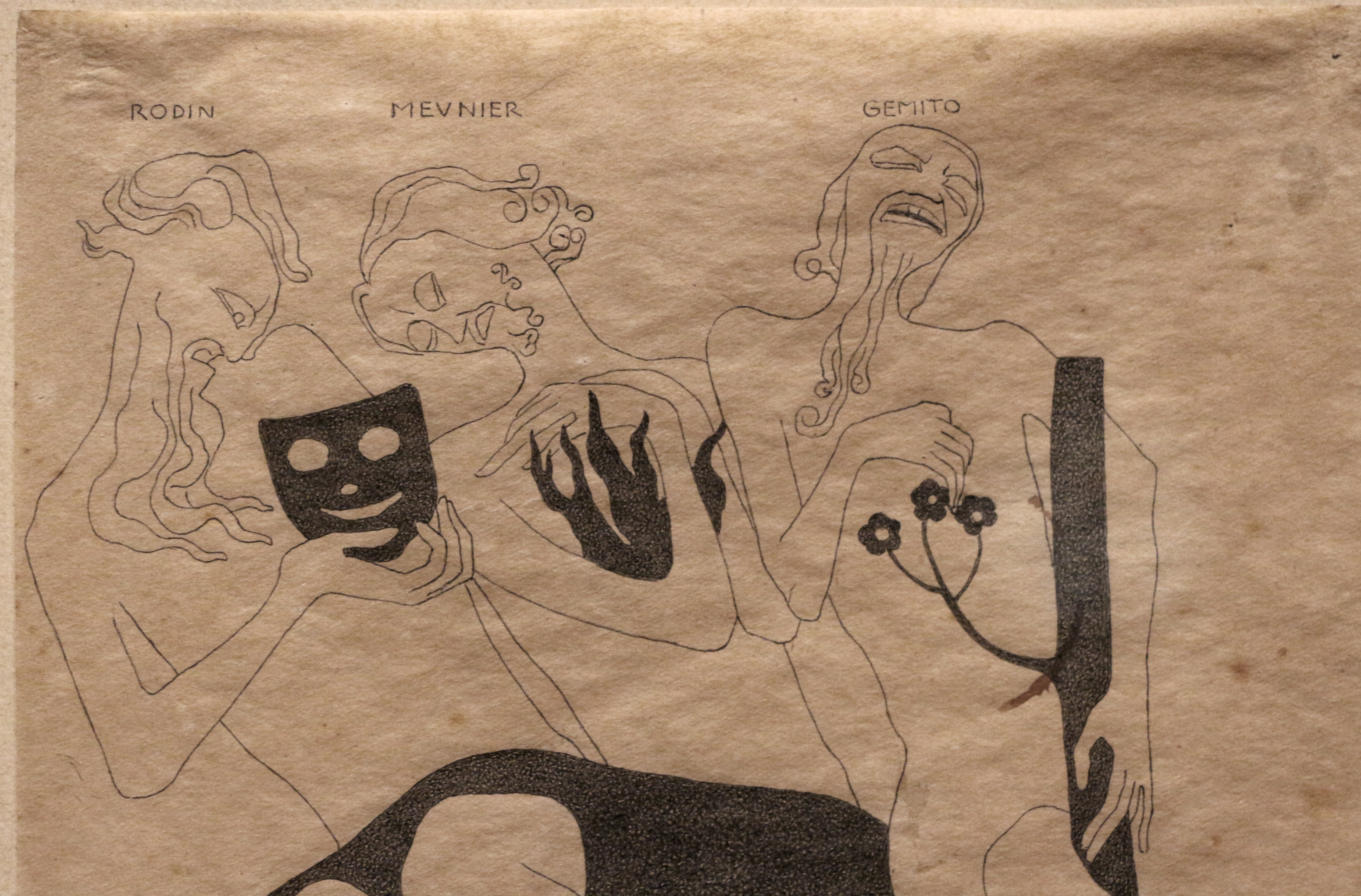
Три сучасних скульптори: Роден, Меньє, Геміто (1916)